# Walter Erbì
Walter Erbì (Turim, 8 de janeiro de 1968) é um diplomata e prelado italiano da Igreja Católica pertencente ao serviço diplomático da Santa Sé.

## Biografia
Estudou no Seminário Menor "Maria Immacolata" de Iglesias (Itália) e foi ordenado sacerdote em 10 de maio de 1992 em Domusnovas, comuna de origem de sua família, sendo incardinado na Diocese de Iglesias.
Graduou-se em Direito Canônico.
Desempenhou o ministério sacerdotal na Diocese de Iglesias de 1993 a 1999, quando o bispo da diocese era Dom Arrigo Miglio, com cargos no Tribunal Eclesiástico Diocesano e professor de Direito Canônico no Instituto Diocesano de Ciências Religiosas (1993-1999); vigário paroquial da Paróquia de San Ponziano em Carbonia (1993-1997); professor de Religião na Escola Estadual de Ensino Médio nº 2 de Carbonia (1993-1994); assistente diocesano da Ação Juvenil Católica (1993-1996); assistente de área da A.G.E.S.C.I. (1996-1999); secretário do Bispo para a Visita Pastoral à Diocese (1997-1999); diretor dos Escritórios Diocesanos de Pastoral Juvenil (1997-1999) e de Comunicação Social (1997-1999); delegado diocesano para o Grande Jubileu de 2000 (1997-1999) e secretário do Conselho Presbiteral (1998-1999).
Ingressou no serviço diplomático da Santa Sé em 1 de julho de 2001 e atuou na Nunciatura Apostólica nas Filipinas, na Seção de Assuntos Gerais da Secretaria de Estado e nas Representações Pontifícias na Itália, nos Estados Unidos da América e em Peru.
Ele é fluente, além do italiano nativo, em espanhol, inglês e francês.
Em 16 de julho de 2022, o Papa Francisco o nomeou como núncio apostólico na Libéria, atribuindo-lhe a dignidade de arcebispo titular de Nepi. Em 20 de julho seguinte, foi nomeado núncio apostólico para Serra Leoa.
Foi consagrado em 3 de setembro, na Igreja de São Francisco de Iglesias, por Pietro Parolin, Cardeal Secretário de Estado, coadjuvado por Arrigo Miglio, cardeal-arcebispo emérito de Cagliari e por Giovanni Paolo Zedda, bispo de Iglesias.
Em 30 de novembro, foi nomeado como núncio apostólico em Gâmbia.